# Арнич, Блаж
Блаж Арнич (словен. Blaž Arnič; 31 января 1901, с. Луче, Нижняя Штирия, Австро-Венгрия — 1 февраля 1970, Любляна) — словенский композитор.

## Биография
Блаж Арнич родился в Луче, Нижняя Штирия, Австро-Венгрия. Однако детство композитора прошло в усадьбе возле горы Радуха в Альпах. В детстве самостоятельно научился играть на аккордеоне, в девятнадцать лет переехал в Любляну, чтобы заниматься музыкой.
Обучался композиции в Люблянской консерватории, позже в 1930—1932 — в Новой Венской консерватории под руководством профессора Рудольфа Нилиуса, продолжил учёбу в Варшаве, Кракове и Париже (1938—1939).
Вернувшись на родину преподавал музыку в Бол на острове Брач (теперь Хорватия) (1934—1935) и в Любляне в Югославии (1940—1943).
Арнич вступил в коммунистическую партию в 1941 году и был исключен в 1949 году. В 1943 за свои политические взгляды был арестован и в 1944 отправлен в концлагерь Дахау.
После второй мировой войны, Блаж Арнич был назначен ординарным профессором музыкальной академии Любляны, где преподавал до своей смерти в 1970 в автокатастрофе.
В 1947 году награждëн Прешерновской премией.
В 2001 году почта Словении выпустила марку в его честь.

## Творчество
Блаж Арнич — автор девяти симфоний, многих симфонических поэм и сольных концертов.

## Избранные музыкальные произведения
- Symphony No. 1 — Te Deum, za orkester, orgle in mešani zbor (1932)
- Symphony No.2 — Simfonična rapsodija, za orkester in klavir (1933)
- Symphony No.3 — Duma, za orkester, bas in mešani zbor (1929-42)
- Symphony No.4 — Resurrectionis (1931-42)
- Symphony No.5 — Vojne vihre (1941)
- Symphony No.6 — Samorastnik (1950)
- Symphony No.7 — Simfonija dela (1948)
- Symphony No.8 — Na domači grudi (1951)
- Symphony No.9 — Vojna in mir, za soliste, zbor in simfonični orkester (1960)
- Piano Trio (1929)
- Overture to a Comic Opera для симфонического оркестра (1932)
- Ples čarovnic , симфоническая поэма (1936)
- Pesem planin , симфоническая поэма (1940)
- Gozdovi pojejo, симфоническая поэма (1945)
- Divja jaga , симфоническая поэма (1958—1965)
- Pastoral Symphonic Poem for violoncello and orchestra (1960)
- Concerto for viola and orchestra, Op.75 (1967)
- Concerto for violin and orchestra No. 3 (1969).